# Baixadas Litorâneas
Baixadas Litorâneas is een van de zes mesoregio's van de Braziliaanse deelstaat Rio de Janeiro. Zij grenst aan de mesoregio's Metropolitana do Rio de Janeiro, Centro Fluminense en Norte Fluminense. De mesoregio heeft een oppervlakte van ca. 3.634 km². In 2009 werd het inwoneraantal geschat op 677.869.
Twee microregio's behoren tot deze mesoregio:
- Bacia de São João
- Lagos

Mesoregio's: Baixadas Litorâneas · Centro Fluminense · Metropolitana do Rio de Janeiro · Noroeste Fluminense · Norte Fluminense · Sul Fluminense

Microregio's: Bacia de São João · Baía da Ilha Grande · Barra do Piraí · Campos dos Goytacazes · Cantagalo-Cordeiro · Itaguaí · Itaperuna · Lagos · Macacu-Caceribu · Macaé · Nova Friburgo · Rio de Janeiro · Santa Maria Madalena · Santo Antônio de Pádua · Serrana · Três Rios · Vale do Paraíba Fluminense · Vassouras